# 네팔군
네팔 국군(네팔어: नेपाली सेना)은 네팔의 군대이다.

국적 마크

## 개요
네팔 국군은 해군과 공군이 없다. 네팔 육군과 네팔 무장 경찰대 둘 뿐이다. 네팔 육군 항공대가 육군의 지원에 필요한 항공 임무를 수행한다. 네팔군은 징병제이며 95,000명 규모이며, 2011년 네팔의 국방예산은 2억 700만 달러(2,070억원)이다. 네팔 육군은 6개의 사단으로 구성되어 있다. 네팔 육군 항공대는 6대의 수송기, 18대의 헬기를 보유하고 있다. 공군의 전투기, 해군의 잠수함, 구축함 등은 보유하지 않았다.